# Élora Pattaro
Élora Ugo Pattaro (São Paulo, 16 de fevereiro de 1986) é uma esgrimista brasileira.
Começou a praticar esgrima em 1999. Foi vice-campeã mundial de sabre na categoria cadete (até 17 anos de idade) em 2002. Integrou a delegação brasileira nos Jogos Pan-Americanos de 2003 e de 2011 e nos Jogos Olímpicos de Verão de 2004. Em 2015, desistiu de tentar uma vaga nos Jogos Olímpicos de Verão de 2016, gravando um vídeo em que criticava a Confederação Brasileira de Esgrima, denunciando a falta de apoio aos atletas.
Conquistou o título brasileiro de sabre feminino em 2000, além de ter sido vice-campeã durante cinco anos consecutivos, entre 2010 e 2014. Foi campeã sul-americana em 2013.